# バミューダ・ハンドレッド方面作戦
バミューダ・ハンドレッド方面作戦（バミューダ・ハンドレッドほうめんさくせん、英:Bermuda Hundred Campaign）は、南北戦争の1864年5月に、バージニア州リッチモンド郊外のバミューダ・ハンドレッドの町で行われた一連の戦闘である。北軍のジェームズ軍を指揮するベンジャミン・バトラー少将は東からリッチモンドを脅かしたが、南軍のP・G・T・ボーリガード将軍の軍隊に抑えられた。

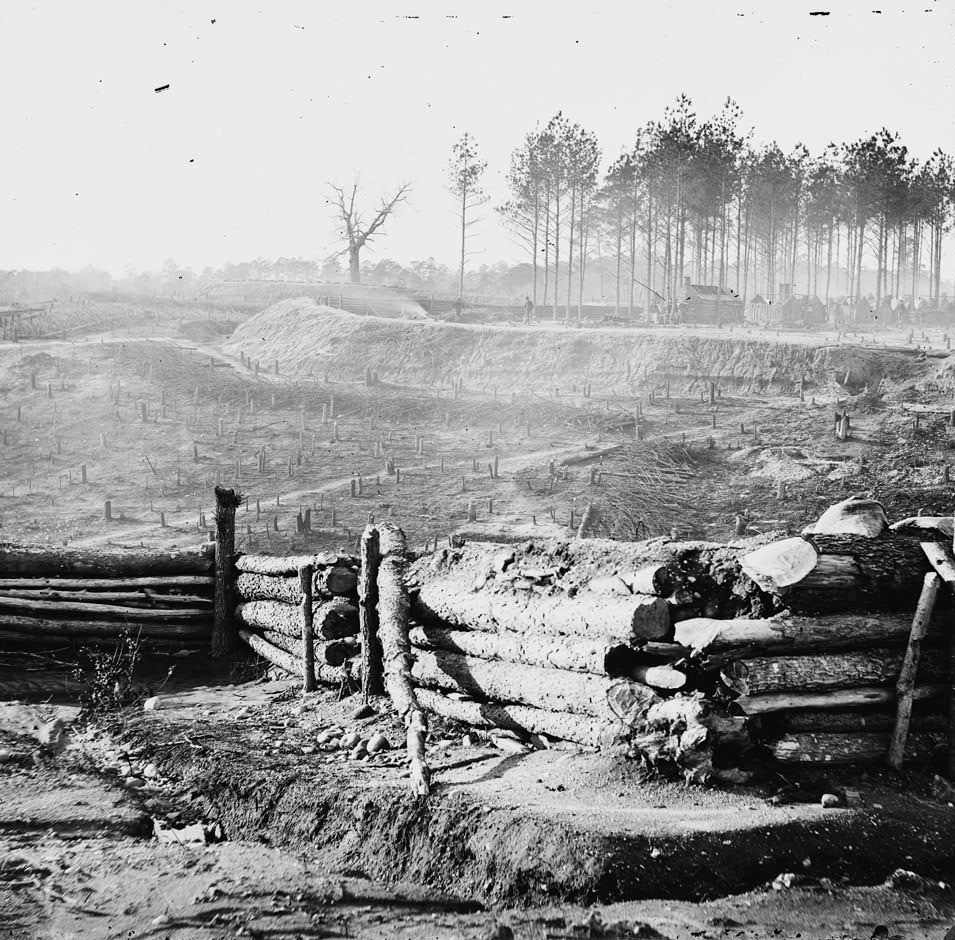
バミューダ・ハンドレッドの北軍陣地

## 背景
1864年3月、ユリシーズ・グラントが西部戦線から呼び戻され、中将に昇進し、北軍全体の指揮を任された。西部戦線の軍隊の大半指揮はウィリアム・シャーマン少将に任せられた。グラントは多方面からアメリカ連合国の中心部を叩く協調戦略を考案した。グラント、ジョージ・ミードおよびベンジャミン・バトラーはリッチモンド近くでロバート・E・リー軍に対抗する、フランツ・シーゲルはシェナンドー渓谷を抑える、シャーマンはジョージア州に侵攻しジョセフ・ジョンストン軍を破ってアトランタを確保する、ジョージ・クルックとウィリアム・アブレルはウェストバージニア州の鉄道補給線に対する作戦を行う、ナサニエル・バンクスはアラバマ州モービルを占領する、というものだった。これは北軍にとって、多くの戦線に跨る協調攻撃戦略を採用したことでは初めての機会だった。
グラントとミードはオーバーランド方面作戦で直接リーの北バージニア軍を攻撃した。バトラーの任務は、33,000名のジェームズ軍を擁して、ジェームズ川を経由してバージニア半島を進み、リッチモンドの北西を襲うことだった。目標はアメリカ連合国の首都を直接奪うことではなく、重要な南軍の補給線であるリッチモンド・ピーターズバーグ鉄道を遮断し、またリーがバトラーの前線に援軍を送れば、グラントとミードの軍に対抗する部隊の戦力を弱められることにあった。
バトラーは南北戦争で幾人かいた「政治家将軍」の一人であり、戦場における技術よりもエイブラハム・リンカーンの来るべき再選をバトラーが支持していたことで将軍に選ばれていた。グラントは、バトラーの弱さを2人の強い部下将軍、第10軍団を指揮するクィンシー・A・ギルモアと第18軍団を指揮するウィリアム・F・"ボールディ"・スミスを充てることで補えると期待した（しかし、2人ともバトラーの経験不足を補うに足る働きはできなかった）。
この方面作戦は、アポマトックス川とジェームズ川の合流する所、バージニア半島のバミューダ・ハンドレッドという漁労の村の名前から名付けられた。この村はリッチモンドからは南東、ピーターズバーグの北東に位置した。北軍の艦船が遡れる限界点からはジェームズ川の下流にあり、ドルーリーズ・ブラフの要塞があった。
バトラーのジェームズ軍は5月5日にバミューダ・ハンドレッドで海軍の輸送艦を降り、同じ日にグラントとリーは荒野の戦いを戦った。バトラーはシティポイントでも部隊を降ろし、ピーターズバーグに脅威を与えるために使った。短期間ではあるが、バトラーは賢く立ち回ろうとしていた。これに対抗する南軍はP・G・T・ボーリガード将軍の18,000名の部隊（ノースカロライナおよびサウスカロライナ方面軍）であり、リッチモンド・ピーターズバーグ地域から寄せ集められた10代の者や年取った者達が混ざっており、理論的にバトラーの軍隊に対抗できるものではなかった。ピーターズバーグ近辺の部隊を指揮するボーリガードの部下は、ピケットの突撃で有名になったジョージ・ピケットだった。

## 戦闘
バミューダ・ハンドレッド方面作戦では次の戦闘が行われた。

### ポート・ウォルトホール・ジャンクションの戦い（1864年5月6日-7日）
5月6日、ジョンソン・ハーグッド准将の旅団が、鉄道を支配する重要な結節点であるポート・ウォルトホール・ジャンクションでの北軍の最初の探りを止めた。5月7日、北軍の1個師団がハーグッドとブッシュロッド・ジョンソンの旅団を停車場から追い出し、鉄道を遮断した。南軍の守備隊はスウィフトラン・クリークの背後に撤退し、援軍を待った。

### スウィフト・クリークの戦い（5月9日）
バトラーはピーターズバーグに向けて前進し、スウィフト・クリークでジョンソンの師団に遭遇した。アロウフィールド教会での南軍の時期尚早の攻撃は大きな損失を出して撃退されたが、北軍は追撃しなかった。バトラーは軌道を剥がしたことで満足し、守備隊に圧力を掛けるようには見えなかった。スウィフト・クリークでの前進に結び付けて、北軍5隻の砲艦がアポマトックス川を遡り、クリフトン砦を砲爆し、一方、エドワード・W・ヒンクスのアメリカ有色人師団が陸側からぬかるんだ道を苦しんで進んだ。砲艦は直ぐに撃退され、歩兵による攻撃は中止された。

### チェスター・ステーションの戦い（5月10日）
ロバート・ランソム少将師団の一部がチェスター・ステーションで鉄道を破壊しているバトラー軍の一部に威力偵察を行った。南軍はウィンフリーハウスの近くで攻撃を行い、北軍はバミューダ・ハンドレッドの塹壕まで後退した。

### プロクターズ・クリークの戦い（5月12日-16日）
バトラー軍はドルーリーズ・ブラフの南軍戦線に対抗して北へ動いたが、その攻撃が砲艦の支援を得られなかったときに再度防御的な姿勢に変わった。5月13日、北軍の1隊がウールドリッジハウスの南軍前線の右翼を衝き、ひとかどの成果を挙げた。しかし、バトラーは慎重なままであり、ボーリガードがその軍隊を終結させる時間を与えてしまった。5月16日の夕暮れ時、ランソムの師団がバトラーの右翼に対する攻撃を開始し、多くの部隊を崩壊させた。続く攻撃は霧のために方向を見失ったが、北軍は隊列を乱し士気も下がっていた。激しい交戦の後で、バトラーは戦場から抜け出し再び、バミューダ・ハンドレッドの塹壕線まで後退した。バトラーのリッチモンドに対する攻勢は事実上終わった。

### ウェアボトム教会の戦い（5月20日）
ボーリガードが率いる南軍がウェアボトム教会の近くでバトラーの前線を攻撃した。約1万名の部隊が投入された。バトラーの前哨戦線を後退させた後で、南軍はハウレット戦線を構築し、実質的にバミューダ・ハンドレッドの北軍を抑えこんだ。

## 戦闘の後
バトラーの遠征はほとんど失敗であり、バミューダ・ハンドレッドに押込められて動けなくなった。短期間南軍を引き付けることはできたが、ボーリガードはプロクターズ・クリークの戦いとウェアボトム教会の戦いでの勝利の後、リー軍に援軍を送ることができ、これがコールドハーバーの戦いに間に合った。
グラントの「個人的な回顧録」の中で、バトラーの窮状について技師長との会話で次のように触れている。
バトラーの軍隊はその後ピーターズバーグ包囲戦に使われた。